# Lokalbanan Peggau–Übelbach
|  |  |  |

|  | Straight track |

|  | Station on track |

|  | Unknown BSicon "ABZgl" |

|  | Stop on track |

|  | Stop on track |

|  | Stop on track |

|  | Stop on track |

|  | Stop on track |

|  | Stop on track |

|  | Stop on track |

|  | Stop on track |

|  | Stop on track |

|  | Stop on track |

|  | Station on track |

|  |  |  |

|  | Straight track |

|  | Station on track |

|  | Unknown BSicon "ABZgl" |

|  | Stop on track |

|  | Stop on track |

|  | Stop on track |

|  | Stop on track |

|  | Stop on track |

|  | Stop on track |

|  | Stop on track |

|  | Stop on track |

|  | Stop on track |

|  | Stop on track |

|  | Station on track |

Lokalbanan Peggau – Übelbach är en 10 kilometer lång enkelspårig järnväg i det österrikiska förbundslandet Steiermark. Den går från Peggau-Deutschfeistritz där den ansluter till Sydbanan till Übelbach. Banan är i förbundslandet Steiermarks ägo.
Banan är av lokal betydelse och ingår i storregionen Graz pendeltågsnät. 
Den 6 maj 2015 inträffade vid hållplatsen Waldstein en kollision mellan två tåg, som krävde dödsoffer.